# San Lupo
San Lupo là một đô thị ở tỉnh Benevento, trong vùng Campania của Ý. San Lupo giáp với: Casalduni, Cerreto Sannita, Guardia Sanframondi, Ponte, Pontelandolfo và San Lorenzo Maggiore.